# اچ‌دی ۷۹۴۴۷
اچ‌دی ۷۹۴۴۷ یک ستاره است که در صورت فلکی شاه‌تخته قرار دارد.